# Agenzia dell'Unione europea per il programma spaziale
L'Agenzia dell'Unione europea per il programma spaziale (EUSPA) è un'agenzia dell'Unione europea, che ha sostituito l'autorità di vigilanza europea GNSS e la successiva agenzia del GNSS europeo. Basandosi sull'eredità dell'agenzia del GNSS e con una portata ampliata, EUSPA sfrutta le componenti del programma spaziale dell'Unione europea (Galileo, EGNOS, Copernicus e GOVSATCOM) per creare opportunità per i cittadini dell'UE e sostenere l'economia.

## Storia
L'Autorità di vigilanza europea GNSS (dove GNSS sta per Global Navigation Satellite System), conosciuta con l'acronimo GSA, è stata un'agenzia dell'Unione europea nata nel 2004 con sede provvisoria a Bruxelles (Belgio), sostituita nel 2010 dall'agenzia del GNSS europeo (l'acronimo anche GSA); la sede definitiva a partire dal 1º settembre 2012 era a Praga (Repubblica Ceca).
Il suo compito precipuo era quello di garantire che gli interessi pubblici essenziali fossero adeguatamente difesi e rappresentati in seno ai programmi di navigazione satellitare dell'Unione europea (Galileo ed EGNOS). L'agenzia era responsabile anche della gestione e del controllo dell'uso dei fondi per i due programmi sopracitati e aiutava la Commissione europea a occuparsi di tutti gli aspetti riguardanti la radionavigazione satellitare.
Dal febbraio 2011 il direttore esecutivo dell'Agenzia era l'italiano Carlo des Dorides.
Nel giugno 2018 la Commissione europea ha proposto la sua trasformazione in Agenzia dell'Unione europea per il programma spaziale, ampliandone di conseguenza anche i compiti. Nel dicembre 2020 la Commissione europea ha accolto con favore l'accordo politico tra il Parlamento europeo e il Consiglio sul programma spaziale dell'UE. Tale trasformazione ha avuto luogo a partire dal 12 maggio 2021, a seguito dell'approvazione del nuovo programma spaziale dell'Unione.
A seguito dell'approvazione del nuovo programma spaziale dell'Unione europea da parte del Parlamento europeo il 28 aprile 2021, la trasformazione dell'agenzia del GNSS europeo nell'agenzia dell'Unione per il programma spaziale, con nuove e maggiori competenze, ha avuto luogo ufficialmente a partire dal 12 maggio 2021.

## Missione
L'Agenzia dell'Unione europea per il programma spaziale (EUSPA) fornisce servizi di navigazione satellitare europei sicuri e protetti promuovendo la commercializzazione di dati e servizi di Galileo, EGNOS e Copernicus. Coordina inoltre il prossimo programma governativo di comunicazioni via satellite dell'UE (GOVSATCOM). L'EUSPA è responsabile dell'accreditamento di sicurezza di tutte le componenti del programma spaziale dell'UE. Promuovendo lo sviluppo di un settore spaziale innovativo e competitivo e impegnandosi con l'intera comunità spaziale dell'UE, l'EUSPA contribuisce al Green Deal europeo e alla transizione digitale, alla sicurezza e alla protezione dell'Unione e dei suoi cittadini, rafforzandone al contempo l'autonomia e la resilienza.

## Rapporto con l'ESA
L'obiettivo iniziale dell'Unione europea era fare dell'Agenzia spaziale europea (ESA) un'agenzia dell'UE entro il 2014. Sebbene l'UE e i suoi stati membri finanzino insieme l'86% del bilancio dell'ESA, non è un'agenzia dell'UE e l'ESA ha anche diversi membri non appartenenti all'Unione. L'ESA è partner dell'UE per i suoi due attuali programmi spaziali di punta, la serie di satelliti per l'osservazione della Terra Copernicus e il sistema di navigazione satellitare Galileo, con l'ESA che fornisce la supervisione tecnica e, nel caso di Copernicus, parte dei finanziamenti. L'UE, tuttavia, ha mostrato interesse ad espandersi in nuove aree; da qui è derivata la proposta di rinominare ed espandere la sua agenzia di navigazione satellitare (l'Agenzia europea del GNSS) in un'agenzia spaziale dell'UE. La proposta ha attirato forti critiche dall'ESA, poiché è percepita come invadente nelle aree che l'ESA ritiene essere di sua competenza. La stessa scelta del nome della nuova agenzia era stata criticata dall'Agenzia spaziale europea in quanto ritenuto troppo simile al proprio.
Nel gennaio 2021, dopo anni di relazioni aspre, i funzionari dell'UE e dell'ESA hanno rinsaldato il loro rapporto, con il commissario europeo per il mercato interno Thierry Breton che ha affermato: "La politica spaziale europea continuerà a fare affidamento sull'ESA e sulla sua competenza tecnica, ingegneristica e scientifica unica" e che "l'ESA continuerà ad essere l'agenzia europea per le questioni spaziali. Se vogliamo avere successo nella nostra strategia europea per lo spazio, e lo saremo, avrò bisogno dell'ESA al mio fianco". Il direttore dell'ESA Josef Aschbacher ha ricambiato, dicendo: "Mi piacerebbe davvero fare dell'ESA l'agenzia principale, l'agenzia di riferimento della Commissione europea per tutti i suoi programmi di punta". Si ritiene ora che ESA ed EUSPA abbiano ruoli e competenze distinti, che saranno ufficializzati nell'accordo quadro di partenariato finanziario (FFPA). Mentre l'ESA si concentrerà sugli elementi tecnici dei programmi spaziali dell'UE, l'EUSPA si occuperà degli elementi operativi di tali programmi.